# L'innocente (film 2022)
L'innocente (L'innocent) è un film del 2022 diretto da Louis Garrel.
Il regista Garrel ne è anche lo sceneggiatore, con Tanguy Viel e il protagonista, insieme a Roschdy Zem, Anouk Grinberg e Noémie Merlant.

## Trama
Sylvie, che tiene laboratori teatrali in prigione, sposa Michel, un detenuto. Il figlio Abel, che ha già visto la madre innamorarsi di detenuti e sa che la cosa è fonte di problemi, ha molte riserve sul nuovo patrigno. Abel è un giovane vedovo sul quale grava un senso di colpa perché sua moglie Maud è morta in un incidente stradale mentre lui era al volante. È molto legato a Clémence, la migliore amica di Maud anche perché entrambi lavorano nel grande acquario cittadino.
Uscito di prigione, Michel ottiene a un prezzo stracciato un bel negozio in centro, con l'obiettivo di aprire un'attività di fioraio che sarebbe gestita da Sylvie. Abel sospetta che Michel abbia ancora legami con la malavita, altrimenti non si spiegherebbe come possa aver avuto quel negozio. Si mette ad indagare e quindi scopre, per caso, un'arma nella tasca della giacca di Michel. Seguito e spiato lo stesso, Abel trova conferma ai suoi sospetti.
Furioso con Michel, Abel affronta l'uomo che, vistosi scoperto, gli spiega il piano del colpo al quale sta partecipando. Si tratta di rubare un carico di preziosissimo caviale da un camion mentre l'autista è in sosta ad un ristorante, seguendo una routine sempre uguale. Un'operazione semplice, senza uso di armi né rischi particolari, a parte il fatto che l'autista, nel cenare, può controllare la parte anteriore del camion e sarebbe meglio che si trattenesse qualche minuto in più del solito per permettere il furto perfetto. Abel, per 30.000 € di compenso, si fa così incredibilmente convincere che recitando con l'amica Clémence la parte di una coppia litigiosa al ristorante, permetterà di attirare l'attenzione dell'autista distraendolo e trattenendolo quel tanto che serve.
Al ristorante, Clémence riesce ad attirare l'attenzione dell'autista che si interessa alla storia dei due innamorati in crisi. Nella finta discussione, Abel, inizialmente impacciato nel recitare, esce dalla parte confessando i suoi reali turbamenti e il suo vero amore a Clémence la cui conseguente commozione è reale. Scosso da tutta la situazione, Abel prima si chiude in bagno, poi nell'uscire, scopre un'auto che crede appartenga alla polizia. Torna a prendere Clémence per andarsene urgentemente ma poi deve assistere all'intervento di quelli che non sono poliziotti, ma complici di Jen-Paul, il socio di Michel, che lo ha tradito. Contro la volontà di Abel, Clémence finge, nascondendosi, di essere un'agente di polizia per mettere in fuga i ladri e salvare il colpo. Seguono degli spari e Michel viene colpito a una gamba. Abel e Michel fuggono quindi in macchina mentre Clémence prende il  furgone contenente il caviale.
Jean-Paul insegue Clémence che con grande scaltrezza se ne sbarazza e quindi, per raffreddare la preziosa e delicata refurtiva, si reca all'acquario e deposita le casse di caviale nel recinto dei pinguini. Michel viene portato in ospedale da Abel e in seguito dovrà confessare a Sylvie la verità, deludendo la sua amata moglie. Abel va all'acquario ad incontrare Clémence e qui per la prima volta i due si uniscono riconoscendosi come una coppia. Presa la refurtiva Abel si reca poi in un cimitero per la consegna del caviale ma viene arrestato dalla polizia. Rifiutando di denunciare i suoi complici resta in prigione, dove, tra l'altro, sposa l'amata Clémence, di fronte a una commossa Sylvie.

## Produzione
Le riprese principali sono state effettuate a Lione dal 29 novembre 2021 al 22 gennaio 2022.

## Distribuzione
Il film ha avuto la sua prima il 24 maggio 2022 in occasione della 75ª edizione del Festival di Cannes. La distribuzione nelle sale francesi è avvenuta il 12 ottobre dello stesso anno.

## Riconoscimenti
- 2023 - Premio César
  - Migliore attrice non protagonista a Noémie Merlant
  - Migliore sceneggiatura originale a Louis Garrel, Tanguy Viel e Naïla Guiguet
  - Candidatura miglior film
  - Candidatura miglior regista a Louis Garrel
  - Candidatura migliore attore a Louis Garrel
  - Candidatura migliore attore non protagonista a Roschdy Zem
  - Candidatura migliore attrice non protagonista ad Anouk Grinberg
  - Candidatura miglior montaggio a Pierre Deschamps
  - Candidatura migliori costumi a Corinne Bruand
  - Candidatura migliore musica a Grégoire Hetzel
  - Candidatura miglior sonoro a Laurent Benaïm, Alexis Meynet e Olivier Guillaume